# Walter P. Brownlow

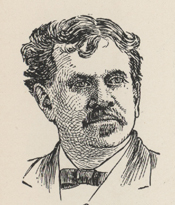
Walter P. Brownlow

Walter Preston Brownlow (* 27. März 1851 in Abingdon, Washington County, Virginia; † 8. Juli 1910 in Johnson City, Tennessee) war ein US-amerikanischer Politiker. Zwischen 1897 und 1910 vertrat er den Bundesstaat Tennessee im US-Repräsentantenhaus.

## Werdegang
Walter Brownlow war ein Neffe von US-Senator und Gouverneur William Gannaway Brownlow (1805–1877). Er besuchte die öffentlichen Schulen seiner Heimat und arbeitete bereits im Alter von zehn Jahren als Laufbursche für ein Telegrafenamt. Danach machte er eine Lehre in der Konservenindustrie. Später wurde er für einige Zeit Lokomotivführer. Ab 1876 war Brownlow in der Zeitungsbranche tätig. Er arbeitete kurz als Reporter und erwarb dann die Zeitung „Herald and Tribune“ in Jonesborough.
Politisch wurde Brownlow Mitglied der Republikanischen Partei. Zwischen 1880 und 1904 war er Delegierter zu fünf Republican National Conventions. Im Jahr 1881 fungierte er für einige Monate als Posthalter in Jonesborough. Danach war er von 1881 bis 1883 bei der Verwaltung des Kongresses als Doorkeeper angestellt; er folgte dabei auf Charles William Field. In dieser Funktion kontrollierte er den Zugang zum Kongress. In den Jahren 1884, 1896 und 1900 gehörte er dem Republican National Committee an.
Bei den Kongresswahlen des Jahres 1896 wurde er im ersten Wahlbezirk von Tennessee in das US-Repräsentantenhaus in Washington, D.C. gewählt, wo er am 4. März 1897 die Nachfolge von William Coleman Anderson antrat. Nach sechs Wiederwahlen konnte er bis zu seinem Tod am 8. Juli 1910 im US-Repräsentantenhaus verbleiben. In diese Zeit fiel unter anderem der Spanisch-Amerikanische Krieg. Damals kamen auch die Philippinen und Hawaiʻi unter amerikanische Verwaltung. Von 1902 bis 1910 war er auch Vorstandsmitglied der Veteranenanstalt in Jonesborough, an deren Gründung er im Jahr 1901 beteiligt war. Während seiner Zeit im US-Repräsentantenhaus gelang es ihm, für seinen Wahldistrikt etwa acht Millionen Dollar aus dem Bundeshaushalt zu bekommen.